# Janusz Kryszak
Janusz Kryszak (ur. 22 listopada 1945 w Bydgoszczy, zm. 24 sierpnia 2019 w Toruniu) – polski literaturoznawca, profesor nauk humanistycznych, poeta.

## Życiorys
Absolwent toruńskiego UMK, gdzie kierował Zakładem Literatury Młodej Polski i Dwudziestolecia Międzywojennego oraz Pracownią Badań Emigracji w Instytucie Literatury Polskiej UMK. Badacz literatury polskiej na Emigracji, wieloletni redaktor naukowy rocznika „Archiwum Emigracji”. Autor licznych artykułów naukowych poświęconych polskiej poezji współczesnej i szkiców literackich, redaktor prac naukowych. Badacz twórczości m.in.: Mariana Czuchnowskiego, Wacława Iwaniuka, Tytusa Czyżewskiego. Jako poeta debiutował w roku 1970. Jego poezja była tłumaczona na język rosyjski, angielski i niemiecki. Laureat Nagrody im. Stanisława Piętaka i Nagrody Fundacji im. N. W. Turzańskich w Kanadzie.
W 2007 roku, po ujawnieniu przez media jego długoletniej współpracy z SB (od 1967), wycofał się z życia publicznego.

## Ważniejsze prace naukowe (monografie)
- 1978 – Katastrofizm ocalający. Z problematyki poezji tzw. Drugiej Awangardy (Warszawa, PWN), wyd. 2 – 1985
- 1981 – Urojona perspektywa (Łódź, WŁ)
- 1984 – Poezja ziemi. Międzywojenna twórczość Mariana Czuchnowskiego (Warszawa, LSW) – praca habilitacyjna, autor otrzymał za nią Nagrodę im. Stanisława Piętaka w 1984 roku[4]
- 1995 – Literatura złej chwili dziejowej. Szkice o drugiej emigracji (Warszawa, Spółka Wydawniczo-Księgarska)
- 1997 – Rzeczywistość trzecia (Bydgoszcz)
- 2007 – Na łasce słów (Toruń, Adam Marszałek)
- 2010 – A po ziemi wychodźcy idą w obce kraje. O poezji i poetach Drugiej Emigracji (Gdańsk, Słowo/Obraz Terytoria)
- 2011 – Poeta w poszukiwaniu rzeczywistości, (Toruń, Adam Marszałek)

## Twórczość poetycka
- 1970 – Widziadła gorejące (Gdańsk, Wydawnictwo Morskie)
- 1974 – Poeta w niebieskim kombinezonie roboczym (Toruń, „Od Nowa”)
- 1977 – Inny głos (Olsztyn, Pojezierze)
- 1982 – Wersja próbna (Toruń, Toruńskie Towarzystwo Kultury)
- 1991 – Życie wewnętrzne i inne wiersze (Bydgoszcz, Kujawsko-Pomorskie Towarzystwo Kulturalne)
- 1992 – Mały wybór (Olsztyn, Decora)
- 1996 – Odosobnienie
- 2001 – Czwarta dekada (Toruń, Adam Marszałek)
- 2004 – Spacer zimowy (Berlin, Modellus Press)
- 2005 – Elegia na odejście szpaka (Toruń, Adam Marszałek)
- 2011 – Szczeliny świata (Toruń, Adam Marszałek)